# Rohrberg (Sassonia-Anhalt)
Rohrberg è un comune tedesco di 1 031 abitanti situato nel land della Sassonia-Anhalt.